# Frank Robinson (cestista)
Franklin Marquieth Robinson, detto Frank (Compton, 1º giugno 1984), è un ex cestista statunitense.

## Palmarès
- Coppa di Slovenia: 1

Union Olimpija: 2009